# Saint-Just-Saint-Rambert
Saint-Just-Saint-Rambert é uma comuna francesa na região administrativa de Auvérnia-Ródano-Alpes, no departamento de Loire. Estende-se por uma área de 40,63 km². Em 2010 a comuna tinha 15 312 habitantes (densidade: 376,9 hab./km²).